# Franz Schindler

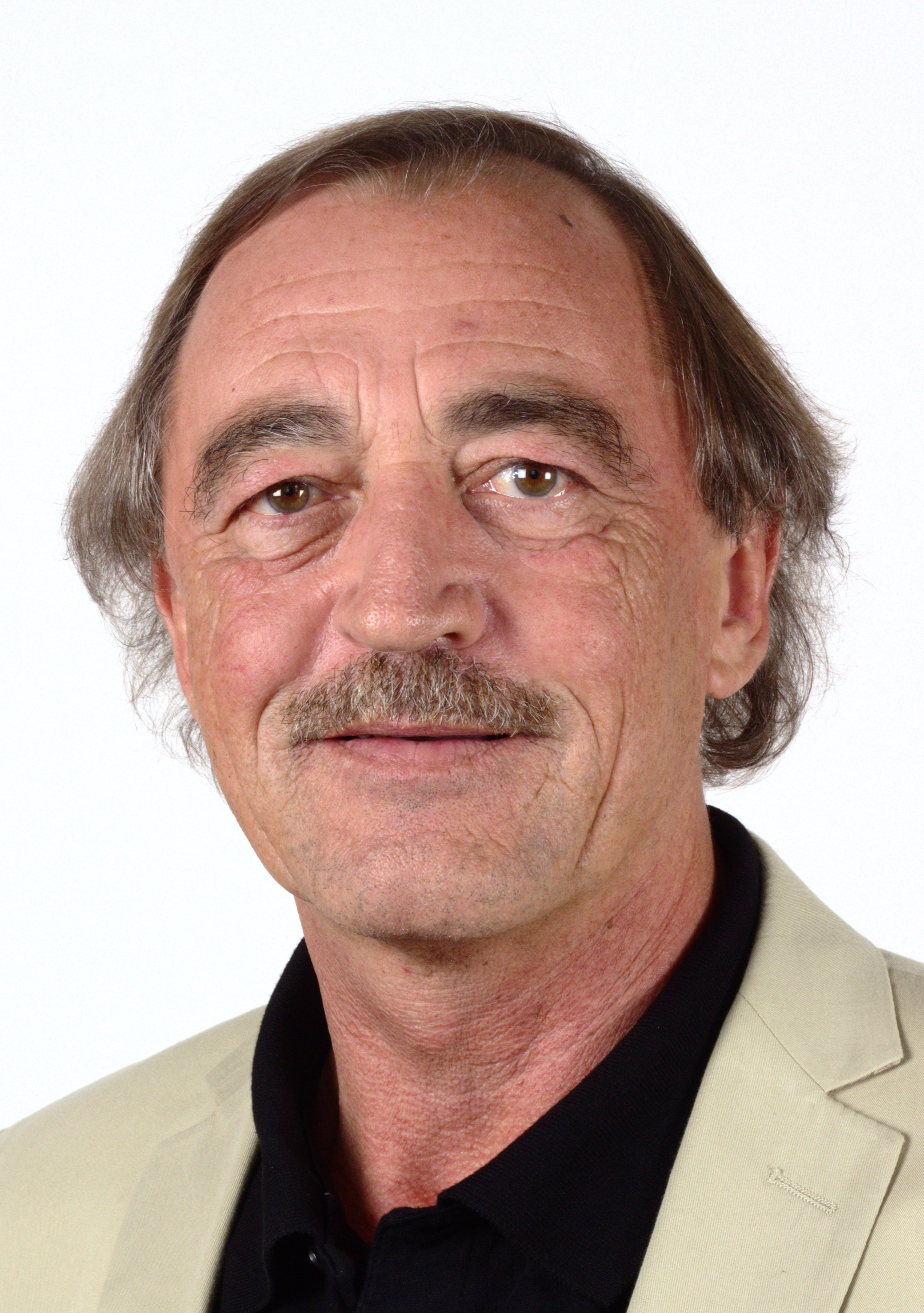
Franz Schindler 2012

 Franz Schindler (* 13. Januar 1956 in Teublitz) ist ein deutscher Rechtsanwalt und ehemaliger Landtagsabgeordneter der SPD.

## Leben
Nach seinem Abitur studierte Schindler Rechts- und Politikwissenschaften an der Universität Regensburg. Im Jahr 1981 beendete er sein Studium mit dem ersten juristischen Staatsexamen, 1983 folgte die Magisterarbeit und 1983 schloss er das zweite Staatsexamen ab. Seitdem arbeitet er als selbstständiger Rechtsanwalt in Schwandorf.
Franz Schindler war zuerst bei den Jungsozialisten aktiv, bevor er der SPD beitrat. Er gehörte dem Stadtrat von Teublitz an. Im Jahr 1990 wurde er in den Stadtrat Schwandorf gewählt. Dort war er SPD-Fraktionsvorsitzender. Zudem war Schindler Vorsitzender des SPD-Unterbezirks Schwandorf/Cham. Im Herbst 2000 wurde er zum Vorsitzenden des SPD-Bezirksverbandes Oberpfalz gewählt. Außerdem ist Franz Schindler Mitglied im Landesvorstand der SPD Bayern.
Franz Schindler war von 1990 bis 2018 Mitglied des Bayerischen Landtags für die SPD-Fraktion. In den Jahren 1990 bis 1994 war er Mitglied im Ausschuss für Eingaben und Beschwerden und im Umweltausschuss.
In seiner zweiten Wahlperiode wurde er in den Ausschuss für Kommunalfragen und Innere Sicherheit gewählt und war stellvertretender Vorsitzender des Plutonium-Untersuchungsausschusses.
Von 1998 bis 2003 war er Vorsitzender des Ausschusses für Eingaben und Beschwerden („Petitionsausschuss“). Dort kümmerte er sich um die Probleme der Bürger, die sich damit an den Landtag wenden.
Drei Legislaturperioden lang, nämlich von 2003 bis 2018, war Schindler Vorsitzender des Ausschusses für Verfassung, Recht, Parlamentsfragen und Verbraucherschutz. Ebenso lange war er Mitglied der Richter-Wahl-Kommission.
Von Juli 2012 bis Juli 2013 war Franz Schindler Vorsitzender des ersten NSU-Untersuchungsausschusses des Bayerischen Landtags.
In der Fraktion war er verfassungs- und rechtspolitischer Sprecher. Er leitete den Arbeitskreis „Verfassungs-, Rechts- und Parlamentsfragen“ der SPD-Fraktion.
Franz Schindler wurde immer über die SPD-Bezirksliste Oberpfalz gewählt. Bei der Landtagswahl 2008 kandidierte er als Direktkandidat im Stimmkreis Schwandorf, wurde aber von Otto Zeitler von der CSU geschlagen.
Bei der Wahl zum Bayerischen Landtag im Herbst 2018 kandidierte Schindler nicht erneut.
Franz Schindler engagierte sich in den 80er Jahren gegen den Bau der atomaren Wiederaufarbeitungsanlage Wackersdorf (WAA). Er vertrat u. a. WAA-Demonstranten, die gegen den CN– und CS–Gaseinsatz klagten. Auch nach dem WAA-Aus setze er sich lange Zeit für die Abschaffung der Lex Schuierer ein, die damals dem früheren Landrat Hans Schuierer die WAA-Entscheidungsgewalt abnahm.

## Ehrungen und Auszeichnungen
Im Jahr 2008 erhielt er die Bayerische Verfassungsmedaille in Gold.

## Privates
Er ist verheiratet und hat ein Kind.